# ويليام دبليو. كوبر
ويليام دبليو. كوبر (بالإنجليزية: William W. Cooper)‏ هو رياضياتي واقتصادي أمريكي، ولد في 23 يوليو 1914 في برمنغهام في الولايات المتحدة، وتوفي في 20 يونيو 2012.